# Dža'far as-Sádik
Dža'far as-Sádik (702 Medína - 765 Medína; arabsky: جعفر الصادق) je podle šíitských sekt isná ašaríji a ismá'ílíji šestým imámem. Je to v pořadí poslední imám, kterého uznávají obě sekty; spor o jeho nástupce vedl k rozkolu v šíitských řadách.
Pro svou zbožnost a islámskou učenost je as-Sádik ceněn i sunnity. Je od něj odvozován Dža'farovský mazhab. Byl vzdělán v mnoha vědních odvětvích, byl též učitelem Abú Hanífy, od něhož je odvozován sunnitský hanífovský mazhab.